# Snake Bite Love
Snake Bite Love petnaesti je studijski album britanskog rock-sastava Motörhead. Diskografska kuća Steamhammer objavila ga je 9. ožujka 1998. u Europi, a CMC International Records objavio ga je dan poslije u Sjevernoj Americi.

## O albumu
Posljednji je album skupine na kojem je radio producent Howard Benson. Sastav je napisao i snimio pjesme u žurbi; bubnjar Mikkey Dee ovako je opisao okolnosti:
U svojoj je autobiografiji White Line Fever Lemmy izrazio manje negativno mišljenje o uratku. Napisao je da je „ispao prilično dobro” premda priznaje da su ga snimali „posvuda” i da ga smatra „jednim od najboljih albuma” koji je skupina snimila. Dodao je i da je skupina radila na njemu kako i inače radi:
Govoreći o takvim pjesmama izdvojio je „Desperate for You” i „Night Side” te je komentirao kako je naslovna pjesma u početku zvučala posve drukčije: Dee je snimio bubnjarske dionice uz posve drukčiji niz akorda, no gitarist Phil Campbell potom je izjavio da mu je „pun kufer” te pjesme i odlučio je napisati drukčiji rif za nju. Rekao je i da je tijekom rada na albumu napisao tri inačice stihova za „Don't Lie to Me” i njih četiri za „Joy of Labour”.
Pjesma „Dead and Gone” nanovo je napisana inačica pjesme „The Sky Is Burning” koju je Lemmy snimio s grupom Sam Gopal i objavio na albumu Escalator iz 1969.

## Popis pjesama
| 1.    | »Love for Sale«     | Lemmy, Phil Campbell, Mikkey Dee | 4:52 |
| 2.    | »Dogs of War«       | Campbell, Dee, Lemmy             | 3:38 |
| 3.    | »Snake Bite Love«   | Dee, Lemmy, Campbell             | 3:30 |
| 4.    | »Assassin«          | Lemmy, Campbell, Dee             | 4:48 |
| 5.    | »Take the Blame«    | Campbell, Dee, Lemmy             | 4:03 |
| 6.    | »Dead and Gone«     | Lemmy, Dee, Campbell             | 4:18 |
| 7.    | »Night Side«        | Campbell, Lemmy, Dee             | 3:37 |
| 8.    | »Don't Lie to Me«   | Lemmy                            | 3:59 |
| 9.    | »Joy of Labour«     | Campbell, Dee, Lemmy             | 4:52 |
| 10.   | »Desperate for You« | Dee, Campbell, Lemmy             | 3:27 |
| 11.   | »Better Off Dead«   | Dee, Lemmy, Campbell             | 3:42 |
| 44:52 |                     |                                  |      |

## Recenzije
| Recenzije    | Recenzije |
| Izvor        | Ocjena    |
| ------------ | --------- |
| AllMusic     | [ 6 ]     |
| Rock Hard    | 8/10      |
| Sputnikmusic | 4/5       |

Dobio je podijeljene kritike. U recenziji za Rock Hard Götz Kühnemund dao mu je osam bodova od njih deset izjavivši da sadrži „nekoliko hitova” i „tipične  Motörheadove snažne pjesme” te da sastav „povremeno zalazi u nov (ili barem nepoznat) teritorij” premda je istaknuo i da nije riječ o vrhunsku djelu „zbog nekoliko prosječnih pjesama” i zato što „Lemmy s vremena na vrijeme ostane bez daha”. Sputnikmusicov recenzent Pedro B. dao mu je četiri boda od njih pet napisavši da je to „dobar album” i da „nije loš uvod” za nove slušatelje te zaključivši da se može uvrstiti među „radove koji su pouzdano kvalitetni i zaslužuju poštovanje”.
U osvrtu njemačke inačice Metal Hammera recenzent je napisao da taj uradak sadrži „raznovrsnije” pjesme i ritmove u odnosu na prijašnji album Overnight Sensation. Međutim, naglasio je da „nije baš riječ o jednom od vrhunskih [albuma] Motörheadove karijere”, da su Lemmyjevi vokali „preduboko u miksu” i da pjesme poput „Joy of Labour” i „Assassin” „jednostavno djeluju nedovršeno, kao da su ostale u demoinačicama”. Pišući za AllMusic, Stephen Thomas Erlewine dao mu je dvije i pol zvjezdice od njih pet. Komentirao je da sadrži „intenzivne i žestoke rock-pjesme koje bjesne vrtoglavom brzinom”, ali ga je ipak nazvao „albumom koji se ne ističe” i dodao je da „ne ostavlja dubok dojam”.

## Zasluge
| Motörhead - Lemmy – vokal, bas-gitara, produkcija - Mikkey Dee – bubnjevi, produkcija - Phil Campbell – gitara, produkcija | Ostalo osoblje - Howard Benson – produkcija, digitalna obrada - Mark Dearnley – snimanje, miksanje - Chris Morrison – pomoć pri tonskoj obradi - Greg D'Angelo – pomoć pri tonskoj obradi - Kris Solem – mastering - Joe Petagno – naslovnica - Glenn Laferman – fotografija |

## Ljestvice
| Ljestvica                                    | Najviša pozicija |
| -------------------------------------------- | ---------------- |
| Njemačka                                     | 47.              |
| Švedska                                      | 49.              |
| Ujedinjeno Kraljevstvo (Independent Albums)  | 22.              |
| Ujedinjeno Kraljevstvo (Rock & Metal Albums) | 9.               |